# Aagaardgruppen
 Der er for få eller ingen kildehenvisninger i denne artikel, hvilket er et problem. Du kan hjælpe ved at angive troværdige kilder til de påstande, som fremføres i artiklen.

Aagaardgruppen var under 2. verdenskrig en modstandsgruppe i Danmark ved Aagaard tæt ved Kolding, gruppen startede i marts 1945 og fungerede frem til befrielsen. Under besættelsen nåede de at modtage nedkastninger fra englænderne tre gange, disse våben kom videre til Kolding hvor byledelsen sørgede for fordelingen. Gruppen var på 18 mand. Gruppens leder var Jens Kristian Jensen, som også lavede illegale blade og havde radiokontakt til England fra sit hus i Aagaard.
I Aagaard blev befrielsen, på grund af falske rygter, allerede fejret den 1. maj 1945.